# Criptídeo
Criptídios são animais que criptozoólogos acreditam que possam existir em algum lugar da natureza, mas cuja existência atual é disputada ou não fundamentada pela ciência. A criptozoologia é uma pseudociência, que olha principalmente para histórias pessoais e outras alegações rejeitadas pela comunidade científica. Enquanto os biólogos identificam regularmente novas espécies seguindo uma metodologia científica estabelecida, os criptozoólogos se concentram no folclóre.

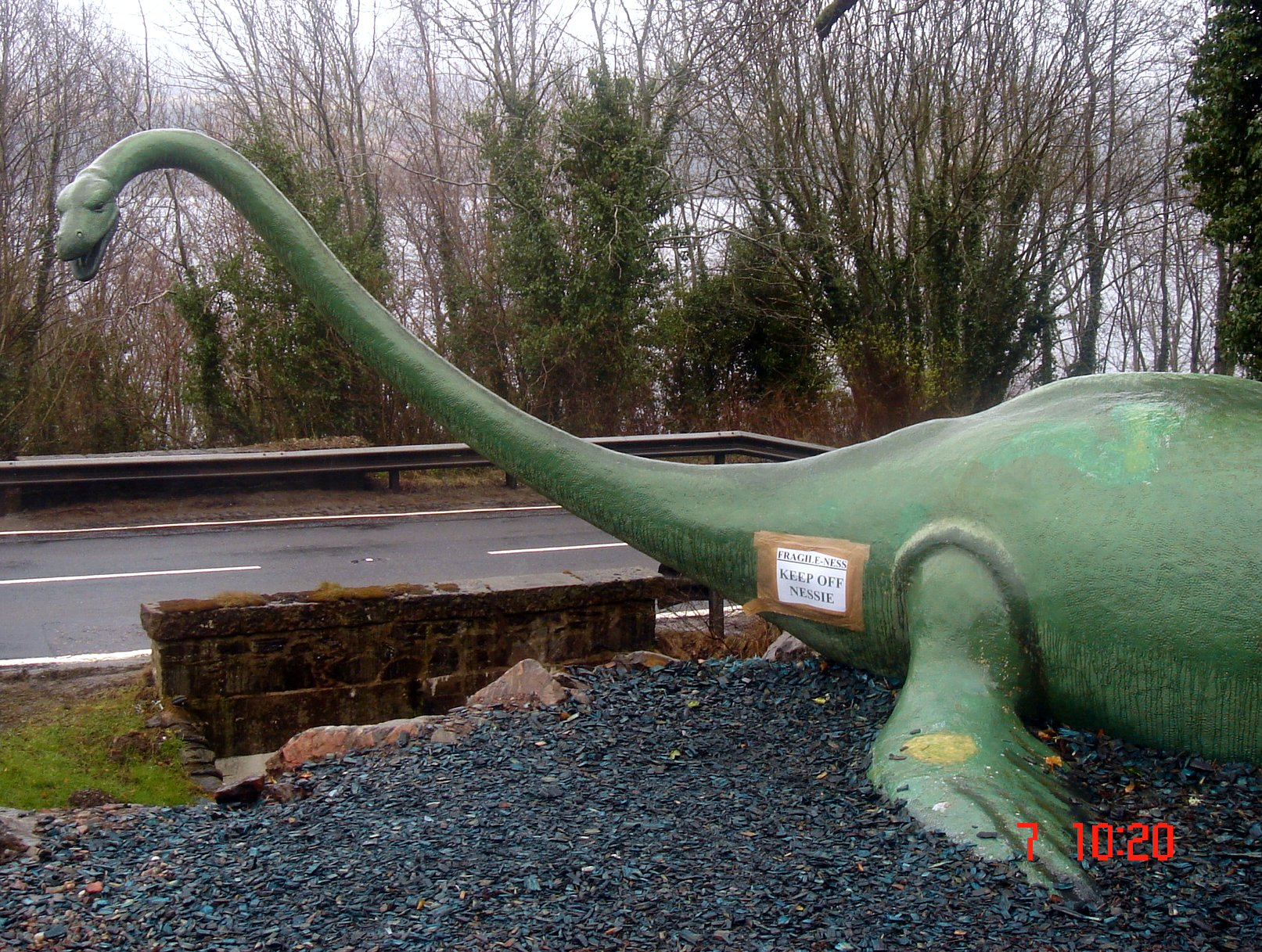
Representação do monstro do lago Ness

Os estudiosos notaram que a subcultura da criptozoologia rejeita formas tradicionais de pesquisa desde sua origem, e que os adeptos muitas vezes expressam hostilidade à ciência convencional. No estudo de criptozoólogos e a influência deles. Existem muitos paralelos na criptozoologia com outras pseudociências, como caçadores de fantasmas e ufologia.

## Criptídeos notaveis
- Monstro do lago Ness
- Pé-grande
- Verme-da-mongólia
- Mapinguari
- Chupacabra